# توغ، هادروت
توغ (به ارمنی: Տող) یک منطقهٔ مسکونی در جمهوری آرتساخ است که در استان هادروت واقع شده‌است. توغ ۶۷۹ نفر جمعیت دارد و ۸۰۰ متر بالاتر از سطح دریا واقع شده‌است.

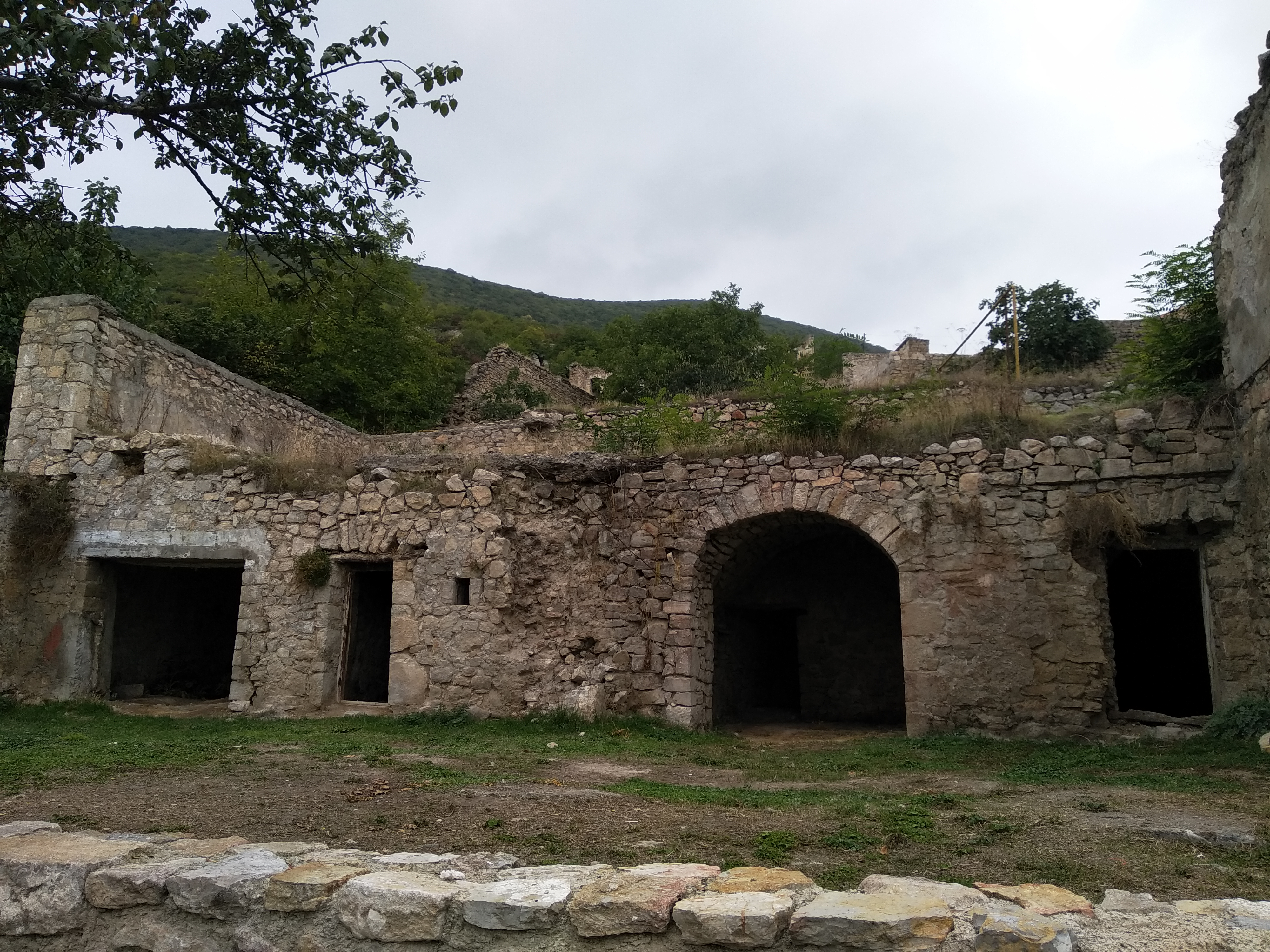
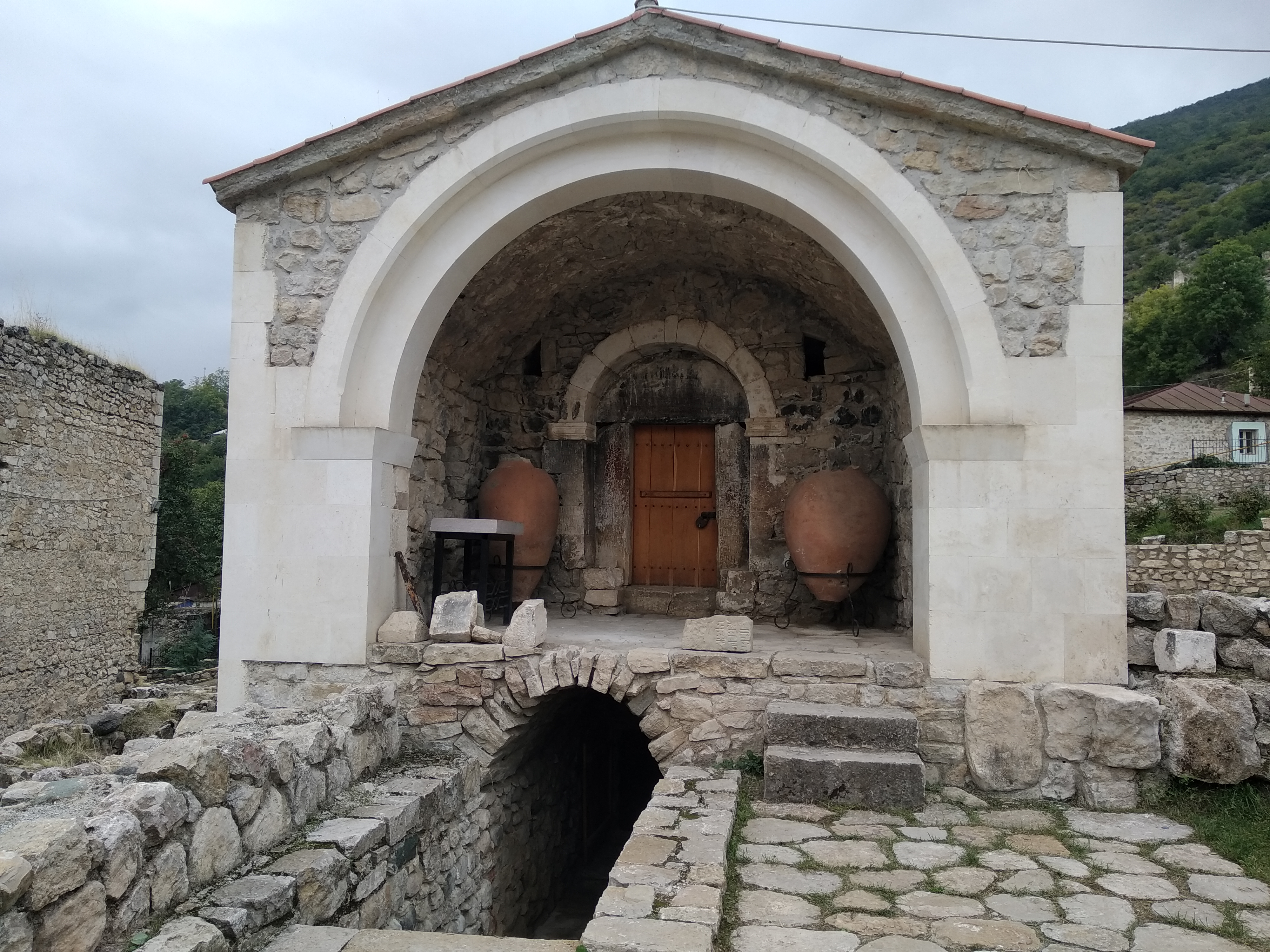
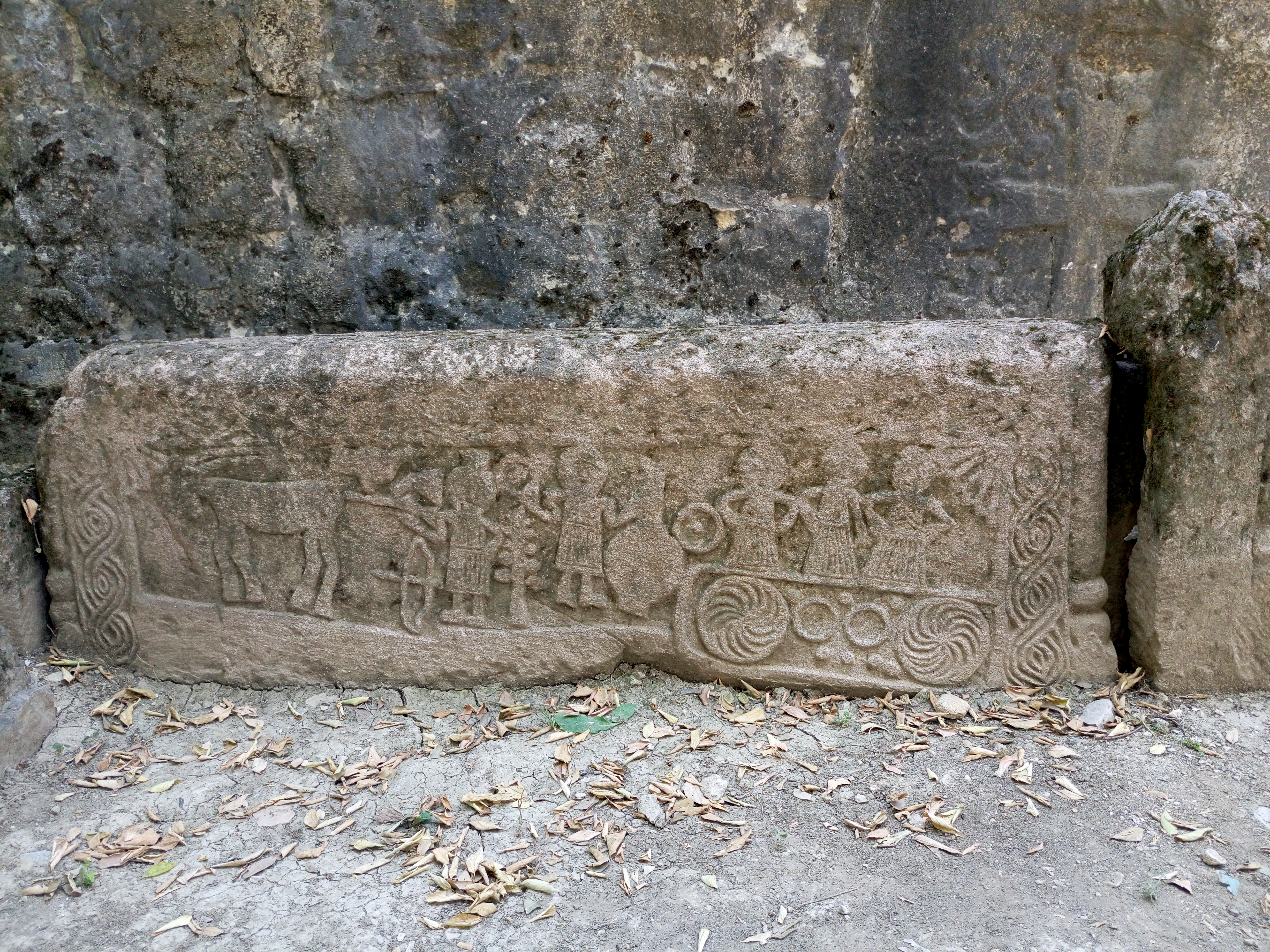
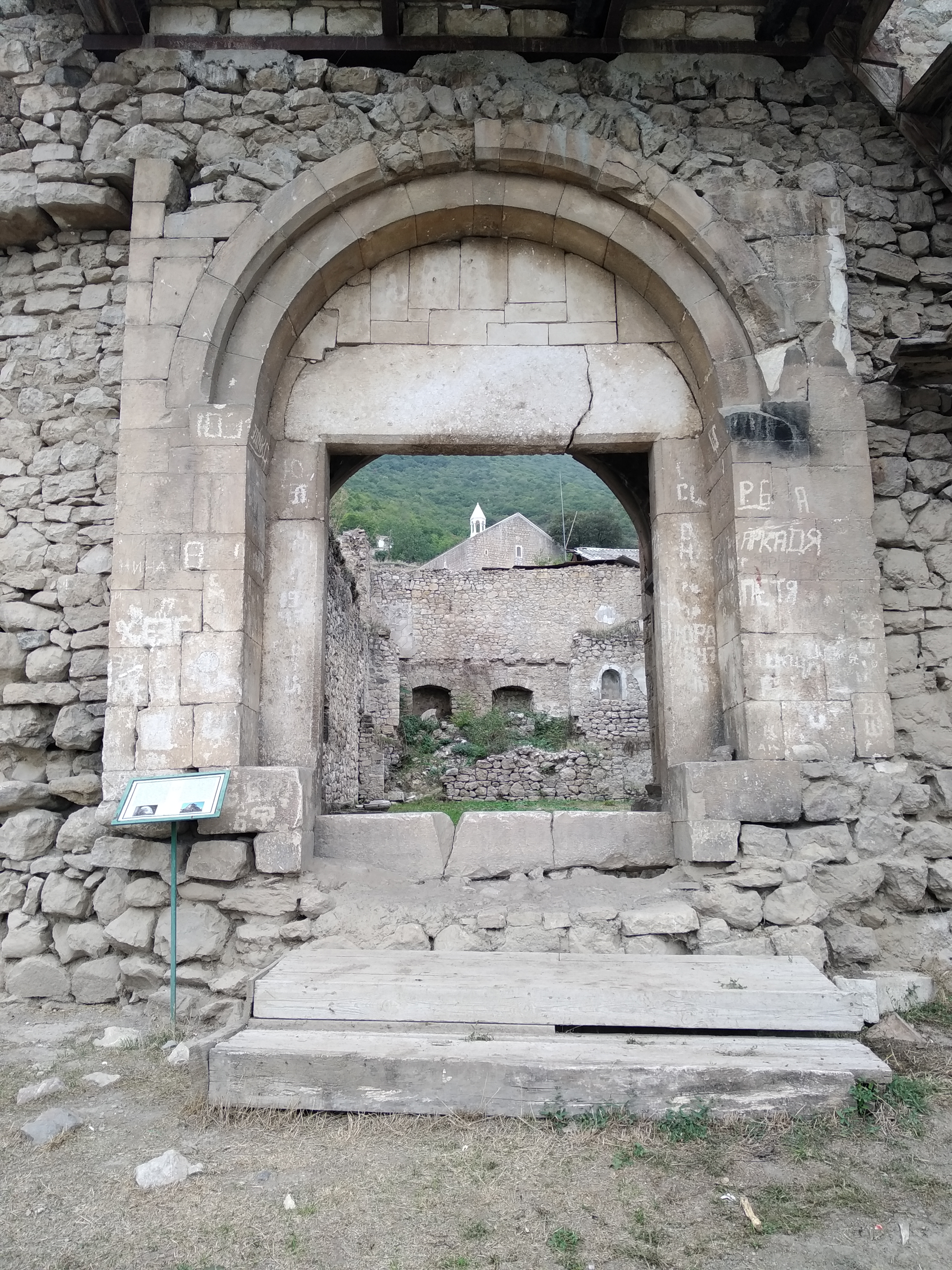
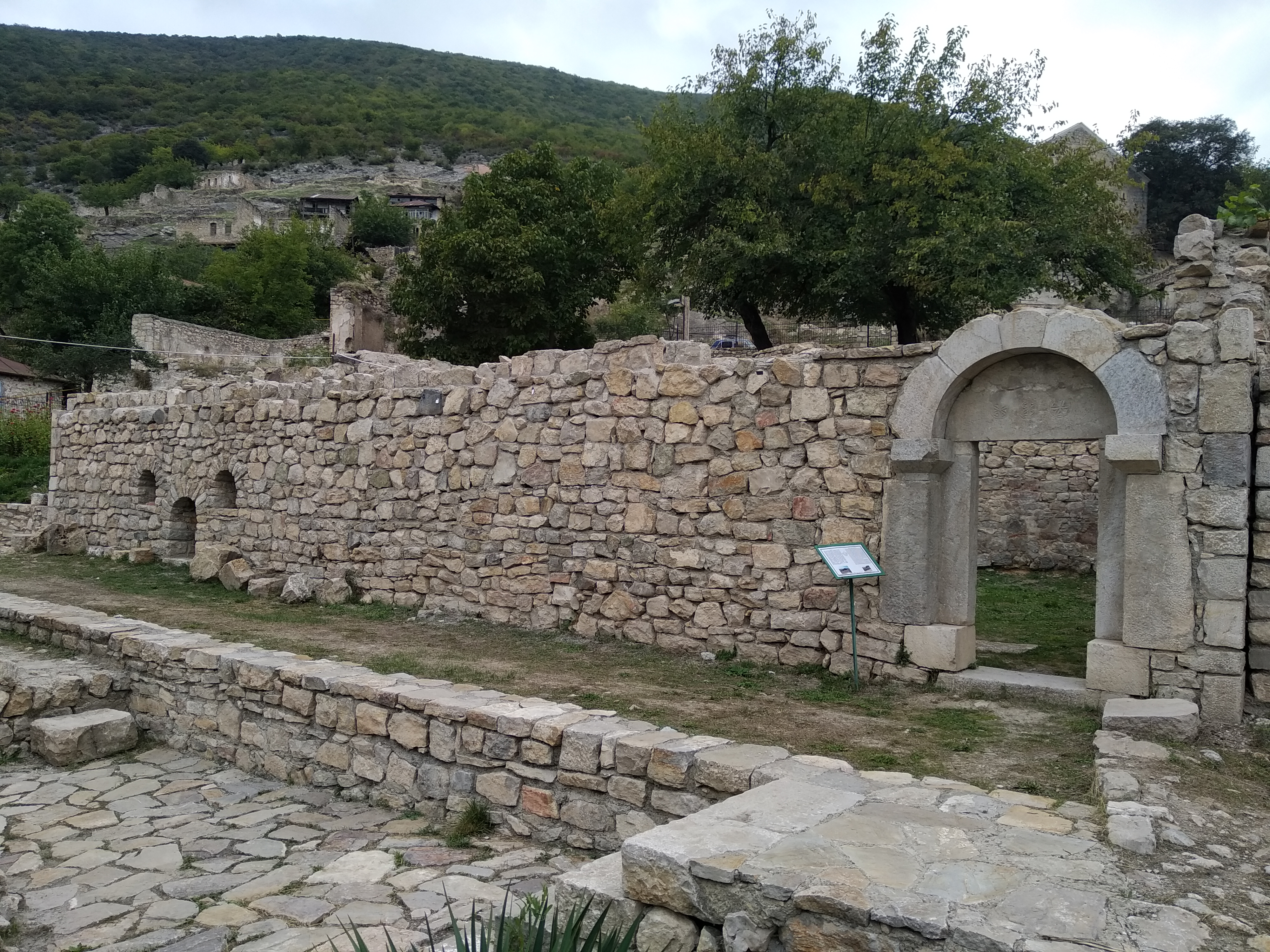
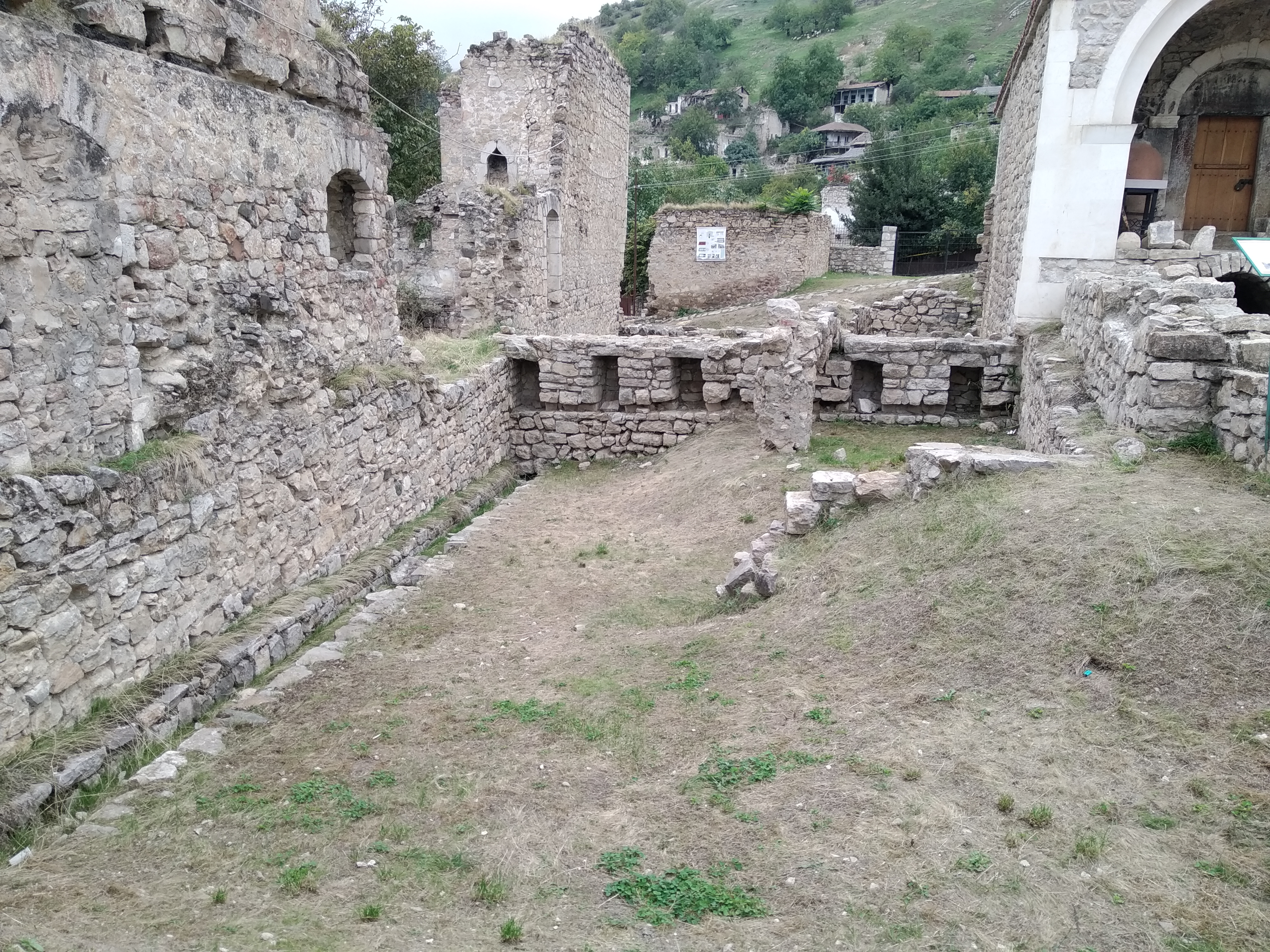
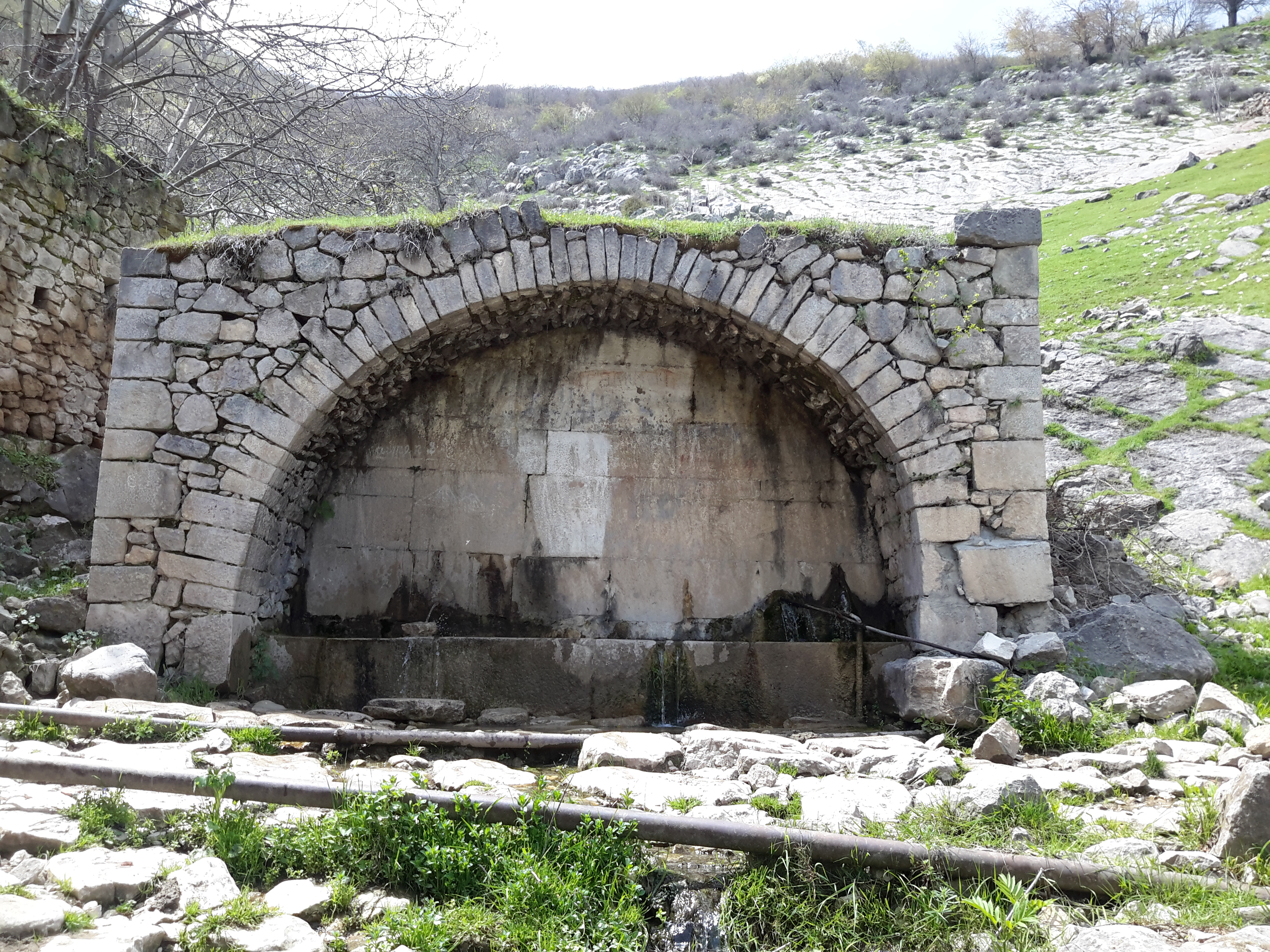